# ميشيل أوديار
ميشيل أوديار (بالفرنسية: Michel Audiard) (و. 1920 – 1985 م) هو صحفي، ومخرج أفلام، وكاتب سيناريو، وكاتب حوار ‏، وكاتب فرنسي، ولد في باريس، توفي عن عمر يناهز 65 عاماً، بسبب سرطان.

## جوائز
حصل على جوائز منها:
- جائزة سيزر لأفضل كاتب سيناريو (1982)
- وسام جوقة الشرف من رتبة فارس (28 أبريل 1976).

## وصلات خارجية
- ميشيل أوديار على موقع IMDb (الإنجليزية)
- ميشيل أوديار على موقع ميتاكريتيك (الإنجليزية)
- ميشيل أوديار على موقع روتن توميتوز (الإنجليزية)
- ميشيل أوديار على موقع ألو سيني (الفرنسية)
- ميشيل أوديار على موقع ميوزك برينز (الإنجليزية)
- ميشيل أوديار على موقع تيرنر كلاسيك موفيز (الإنجليزية)
- ميشيل أوديار على موقع أول موفي (الإنجليزية)
- ميشيل أوديار على موقع قاعدة بيانات الأفلام السويدية (السويدية)
- ميشيل أوديار على موقع ديسكوغز (الإنجليزية)
- ميشيل أوديار على موقع قاعدة بيانات الفيلم (الإنجليزية)